# Doğan Küçükduru
Doğan Küçükduru (* 16. September 1954 in Istanbul; † 11. Oktober 2021 in Izmir) war ein türkischer Fußballspieler. Aufgrund seiner langjährigen Tätigkeiten für Göztepe Izmir wird er mit diesem Verein assoziiert. Besonders durch seine Leistungen in der Spielzeit 1977/78 wird er auf Fan- und Vereinsseite als einer der legendärsten Spieler der Vereinsgeschichte aufgefasst. In der erwähnten Saison bildete er mit İrfan Ertürk (Rechtsaußen) und Sadullah Acele (Mittelstürmer) ein sehr erfolgreiches Sturmtrio. Dieses Trio trug dazu bei, dass der Verein mit 67 Toren den Torrekord einer Mannschaft der zweithöchsten Spielklasse neu aufstellte. Das Sturmtrio Doğan-Sadullah-İrfan war derart erfolgreich, dass die Fans den Fangesang in Reimform Doğan, İrfan, ortala, bombala Sado bombala! (sinngemäß zu dt.: Doğan und İrfan flankt ein und Sado (Sadullah) schießt ihn ein!) für sie komponierten und ihn heute noch bei Heimspielen singen.

## Karriere

### Verein
Küçükduru begann mit dem Vereinsfußball in der Jugend von Kasımpaşa Istanbul und stieg später in die Profimannschaft des Vereins auf. 1969 trat er seinen Militärdienst an und diente bei der Marine, die in der Hafenstadt Izmir stationiert war. Zu dieser Zeit war es üblich, dass Profifußballer während ihres Militärdienstes auch in der jeweiligen Betriebsmannschaft spielten. So spielte auch Küçükduru während seines Wehrdienstes bei Izmir Denizgücü, der Betriebsmannschaft der Marine. Hier fiel er auch den Verantwortlichen des damaligen Erstligisten Göztepe Izmir auf, die ihn nach dem Ende seiner Wehrpflicht verpflichteten. Für Göztepe spielte er die nächsten vier Spielzeiten.
Für die Spielzeit 1975/76 lag Göztepe und Küçükduru ein Angebot vom Zweitligisten Mersin İdman Yurdu vor. Dieser Verein versuchte seit Anfang der 1960er-Jahre durch den örtlichen Mäzen der Stadt Mersin, Mehmet Emin Karamehmet, zu einem Topklub der Liga zu werden. Nachdem man im Sommer 1967 in die höchste türkische Spielklasse aufgestiegen war und dort sieben Spielzeiten verbracht hatte, stieg man im Sommer 1974 wieder in die 2. Lig ab. Um erneut aufzusteigen, verpflichtete man den damals gefragten Trainer Kadri Aytaç und nach dessen Wunsch einige gestandene Erstligaspieler, darunter Küçükduru. Zum Saisonende erreichte man die Zweitligameisterschaft und damit den erhofften Aufstieg in die 1. Lig. Küçükduru spielte nach dem Aufstieg noch eine Spielzeit für Mersin İY und verließ den Verein dann.
Zur Saison 1977/78 wechselte er zu seinem alten Verein Göztepe Izmir. Dieser Verein war zum Sommer 1977 das erste Mal in seiner Vereinsgeschichte in die zweithöchste türkische Spielklasse, der 2. Lig, abgestiegen. Um den sofortigen Wiederaufstieg zu gewährleisten, wurde ein schlagkräftiger Kader zusammengestellt. Zum Ende der Spielzeit 1977/78 erreichte man aufgrund des deutlich besseren Torverhältnisses gegenüber dem Tabellenzweiten Rizespor die Zweitligameisterschaft und damit den direkten Aufstieg in die 1. Lig. Dabei bildete Küçükduru, auf der Position des Linksaußen, mit İrfan Ertürk (Rechtsaußen) und Sadullah Acele (Mittelstürmer) ein sehr erfolgreiches Sturmtrio. Unterstützt wurden sie vom Spielmacher Ali Çağlar. Die Mannschaft stellte mit 67 Ligatoren einen neuen Ligarekord, als die Mannschaft, die in einer Spielzeit die meisten Tore erzielte, auf. Die meisten dieser Treffer erzielte dabei das erwähnte Vierergespann. Ali Çağlar wurde gar mit 17 Toren zusammen mit Raşit Çetiner von Kocaelispor Torschützenkönig der Liga. Das Sturmtrio Doğan-Sadullah-İrfan war derart erfolgreich, dass im Laufe der Saison die Fans den Fangesang in Reimform Doğan, İrfan, ortala, bombala Sado bombala! (sinngemäß zu dt.: Doğan und İrfan flankt ein und Sado (Sadullah) schießt ihn ein!) für sie komponierten und ihn heute noch bei Heimspielen singen. Nach zwei Erstligajahren stieg Göztepe wieder in die Zweitklassigkeit ab. Daraufhin erklärte Küçükduru das Ende seiner aktiven Profifußballerlaufbahn.

### Nationalmannschaft
1974 wurde Küçükduru im Rahmen des ECO-Cup vom damaligen Nationaltrainer Coşkun Özarı in den Kader der türkischen Nationalmannschaft nominiert. Während des Turniers absolvierte er bei der am 20. Januar 1974 gespielten Partie gegen die Iranische Nationalmannschaft sein erstes und einziges Länderspiel. Zum Turnierende des ECO-Cup 1974 gewann er mit seiner Mannschaft diesen Pokal.

## Erfolge
- Mit Mersin İdman Yurdu
  - Meisterschaft der TFF 1. Lig: 1975/76
  - Aufstieg in die Süper Lig: 1975/76

- Mit Göztepe Izmir
  - Meisterschaft der TFF 1. Lig: 1977/78
  - Aufstieg in die Süper Lig: 1977/78

- Türkische Nationalmannschaft:
  - ECO-Cup: 1974